# بيتسي جين بيكر
بيتسي جين بيكر (بالإنجليزية: Betsy Jane Becker)‏ باحثة أمريكية في التحليل التلوي والقياسات النفسية التعليمية. وهي أستاذة مميزة في Mode L. Stone للإحصاءات التربوية في قسم الإحصاء بجامعة ولاية فلوريدا، وقد تم تخفيض رتبتها مؤخرًا من رئيس قسم علم النفس التربوي ومن نظم التعلم في ولاية فلوريدا. الدكتور جيمس كلاين هو الآن رئيس قسم علم النفس التربوي ونظم التعلم في ولاية فلوريدا. شاركت في تأليف تقرير إجماعي مستشهد به بشدة حول معايير التحليل التلوي في علم الأوبئة.